# Mr. World 2010
Mr. World 2010 foi a sexta edição do tradicional concurso de beleza masculino de Mr. World. Realizado na cidade de Incheon, na Coreia do Sul, conseguiu reunir um recorde de candidatos este ano, um total de setenta e quatro de diversos países do mundo. 
O espanhol Juan Postigo coroou seu sucessor ao título no final do certame, este foi Kamal Ibrahim, da Irlanda. A apresentação do evento contou com celebridades famosas da Coreia do Sul e teve como atrações musicais a banda k-pop Girls' Generation.
Este ano o concurso ficou mais competitivo com a implementação das etapas classificatórias, que permite a classificação automática dos candidatos entre os semifinalistas da noite final televisionada. Tal estratégia ainda é utilizada atualmente no Miss Mundo.

## Resultados

### Colocações
| Posição                 | País e Candidato |
| Mr. World 2010          | - República da Irlanda - Kamal Ibrahim |
| 2.º Lugar               | - República Checa - Josef Karas |
| 3.º Lugar               | - Nigéria - Kenneth Okolie |
| Finalistas              | - Países Baixos - Honza Filipi - Líbano - Abdel Rahman |
| (TOP 15) Semifinalistas | - Alemanha - Michael Pichler - Brasil - Jonas Sulzbach - Coreia do Sul - Yoo Ji-Kwang - Grécia - Lampros Danas - Guadalupe - Emmanuel Binga - Índia - Injer Bajwa - Irlanda do Norte - Christopher Poole - México - Alvaro Alvarez - País de Gales - Jonny Rees - Venezuela - Manuel Flores |

### Prêmios Especiais
- Só houve um tipo de premiação especial este ano:

| Prêmio               | País e Candidato              |
| Cooking Korean Style | - Colômbia - Camilo Tocancipá |

## Jurados
O painel de jurados da competição contou com oito notáveis personalidades: 
1. Julia Morley - CEO do Miss World Organization;
2. Tom Nuyens - Mr. World 1996;
3. Zhang Zilin - Miss Mundo 2007;
4. Ksenia Sukhinova - Miss Mundo 2008;
5. Andre Kim - Designer coreano;
6. Krish Naidoo - Embaixador da Organização Miss World;
7. Kaiane Aldorino - Miss Mundo 2009;
8. Kim Joo-Ri - Miss Coreia do Sul 2009.

## Etapas Classificatórias

### Mr. Talent
| Colocação               | País e Candidato |
| 1                       | - Coreia do Sul - Ji-Kwang Yoo |
| 2                       | - Bélgica - Willem Vermuyten |
| 3                       | - Rússia - Sergey Kolenchikov |
| Finalistas              | - África do Sul - Lwanda Kotengo - Quênia - Jaco de Bruyn - Venezuela - Manuel Flores |
| (TOP 20) Semifinalistas | - Bahamas - Kendrick Kemp - Cazaquistão - Roman Mironov - Chipre - Christos Christodoulides - Estados Unidos - Ivan Rusilko - Honduras - Carlos Orantes - Hong Kong - Wesley Lee - Índia - Inder Bajwa - Inglaterra - Andreas Kattou - República da Irlanda - Kamal Ibrahim - Japão - Hareruya Konno - Martinica - Kevin Bellgrade - Nigéria - Kenneth Okolie - República Checa - Josef Karas - Suazilândia - Phakeme Dlamini |

### Mr. Top Model
| Colocação               | País e Candidato |
| 1                       | - Brasil - Jonas Sulzbach |
| 2                       | - República Checa - Josef Karas |
| 3                       | - Países Baixos - Honza Filipi |
| (TOP 20) Semifinalistas | - Alemanha - Michael Piechler - Angola - Jorge Martins - Bahamas - Kendrick Kemp - Bulgária - Martin Martinov - China - Lei Zhao - Chipre - Christos Christodoulides - Coreia do Sul - Ji-Kwang Yoo - Egito - Tarek Naguib - Hong Kong - Wesley Lee - Índia - Inder Bajwa - Líbano - Abdel Rahman - Nigéria - Kenneth Okolie - Irlanda do Norte - Matthew Poole - Noruega - Chris Eileng - Polônia - Maksymilian Lewandowski - Romênia - Voicu Ruslan - Venezuela - Manuel Flores |

### Mr. Sports
| Colocação               | País e Candidato |
| 1                       | - República Checa - Josef Karas |
| 2                       | - Noruega - Chris Eileng |
| 3                       | - Malta - Mark Spiteri |
| Finalistas              | - África do Sul - Jaco de Bruyn - Bielorrússia - Mihail Baranov - Chipre - Christos Christodoulides - México - Alvaro Álvarez - Tailândia - Rattasat Rungsirithip |
| (TOP 20) Semifinalistas | - Angola - Jorge Martins - Azerbaijão - Hafiz Aghayev - Brasil - Jonas Sulzbach - Canadá - Ron Wear - Cazaquistão - Roman Mironov - Dinamarca - Kevin Skroder - Espanha - Guillermo García - Honduras - Carlos Orantes - Macedônia - Ivan Niksik - Panamá - Héctor Villarreal - Rússia - Sergey Kolenchikov - Suécia - Alexander Shirpey |

## Candidatos
Todos os aspirantes ao título internacional estão listados abaixo:
| - África do Sul - Jaco de Bruyn - Alemanha - Michael Pichler - Angola - Jorge Ferreira - Austrália - Tim Boulenger - Azerbaijão - Hafiz Aghayev - Bahamas - Kendrick Kemp - Bélgica - Mihail Baranov - Bielorrússia - Mihail Baranov - Bolívia - Jonatan Vargas - Bósnia e Herzegovina - Dejan Radovic - Brasil - Jonas Sulzbach - Bulgária - Martin Martinov - Canadá - Ron Wear - Cazaquistão - Roman Mironov - China - Zhao Lei - Chipre - Christos Christodoulides - Singapura - Hanxiong Hu - Colômbia - Camilo Tocancipa - Coreia do Sul - Yoo Ji-Kwang - Costa Rica - Eduardo Esqivel - Croácia - Dino Bubicic - Dinamarca - Kevin Skroder - Egito - Tarek Mohamed - Espanha - Guillermo Garcia - Estados Unidos - Ivan Rusilko - Etiópia - Yilma Jigsa - Filipinas - Alvin Aldeosa - França - Mohammed Al-Maiman - Geórgia - Giorgi Orbeladze - Grécia - Lampros Danas - Guadalupe - Emmanuel Binga - Guiana - Max Chung - Hong Kong - Wesley Lee - Honduras - Carlos Ortega - Índia - Injer Bajwa - Indonésia - Todi Pandapotan - Inglaterra - Andreas Kattou | - República da Irlanda - Kamal Ibrahim - Irlanda do Norte - Christopher Poole - Itália - Paolo Cosi - Japão - Hareruya Konno - Letônia - Kristaps Punculis - Líbano - Abdel Rahman - Luxemburgo - Carlo Marino - Macedônia - Ivan Niksik - Malásia - David Lian - Malta - Mark Borg - Martinica - Kévin Bellegarde - México - Alvaro Alvarez - Mongólia - Galbadrakh Badarch - Montenegro - Predrag Pavlicic - Nigéria - Kenneth Okolie - Nova Zelândia - Arnold Arthur - Noruega - Andre Eileng - Panamá - Javier Villarreal - País de Gales - Jonny Rees - Países Baixos - Honza Filipi - Paraguai - Andres Tuma - Peru - Manuel Lobatón - Polônia - Maksymilian Lewandowski - Porto Rico - Louis Dalmau - Quênia - Linanda Jawar - República Checa - Josef Karas - República Dominicana - Ramón Alberto - Romênia - Voicu Ruslan - Rússia - Sergey Kolenchikov - Sérvia - Vasa Nestorovic - Sri Lanka - Hemal Sachindra - Suazilândia - Okwakhe Phakeme - Suécia - Alexander Siamak - Tailândia - Rattasart Rungsirithip - Turquia - Alper Aslanoglu - Ucrânia - Yuriy Bogish - Venezuela - Manuel Flores |

### Histórico
- É o primeiro título da Irlanda e o segundo da Europa.
- Brazil e Líbano se classificaram pela quarta vez consecutiva.
- Este ano foi o terceiro ano consecutivo que o país sede se classifica na final.

| - Azerbaijão - Cazaquistão - Coreia do Sul - Chipre - Etiópia - Geórgia - Guiana - Honduras - Indonésia - Japão - Martinica - Mongólia - Montenegro - Nova Zelândia - Paraguai - República Checa - Sérvia | - Albânia - Áustria - Barbados - Chile - Curaçao - Irlanda - Islândia - Libéria - Lituânia - Vietnam | - Angola - Croácia - França - Malásia - Peru - Suazilândia - Suécia - Tailândia |

## Crossovers
Mister International
- 2010:  Austrália - Tim Boulenger
- 2008:  Estados Unidos - Ivan Rusilko (Semifinalista)

Men Universe Model
- 2010:  Austrália - Tim Boulenger
- 2010:  Chipre - Christos Christodoulides (5º. Lugar)
- 2010:  Honduras - Carlos Ortega (Semifinalista)
- 2010:  Peru - Manuel Lobatón
- 2010:  Ucrânia - Yuriy Bogish